# Heteroserolis elongata
Heteroserolis elongata är en kräftdjursart som först beskrevs av Frank Evers Beddard 1884.  Heteroserolis elongata ingår i släktet Heteroserolis och familjen Serolidae. Inga underarter finns listade i Catalogue of Life.